# EP u amaterskom boksu 1973.
20. Europsko prvenstvo u amaterskom boksu 1973. se održalo od 1. – 9. lipnja 1973. u ondašnjoj Jugoslaviji, u srbijanskom gradu Beogradu.
Boksači su se borili za odličja u jedanaest težinskih kategorija. Sudjelovalo je 148 boksača iz 22 države.
Boksači iz SSSR-a su osvojili 4 naslova prvaka, Jugoslavije i Rumunjske po 2 naslova prvaka, Mađarske, Francuske i DR Njemačke po 1 naslov prvaka.
| Kategorija            | zlato               | srebro            | bronca                             |
| papir (-48 kg)        | Vladislav Zasypko   | Bejhan Fučedžijev | John Bambrick Enrique Rodríguez    |
| muha (-51 kg)         | Constantin Gruiescu | Vicente Rodríguez | Gerd Schubert Nikolaj Lodin        |
| bantam (-54 kg)       | Aldo Cosentino      | Mircea Tone       | Krzysztof Madej Dimitar Milev      |
| pero (-57 kg)         | Stefan Förster      | Zoran Jovanović   | Gabriel Pometcu Heikki Vilander    |
| laka (-60 kg)         | Simion Cuţov        | Ryszard Tomczyk   | Wolfgang Schoth Günter Radowski    |
| poluvelter (-63,5 kg) | Marijan Beneš       | Anatolij Kamnjev  | Ulrich Beyer László Juhász         |
| velter (-67 kg)       | Sándor Csjef        | Manfred Weidner   | Živorad Jelesijević Władimir Kolew |
| polusrednja (-71 kg)  | Anatolij Klimanov   | Wiesław Rudkowski | Peter Tiepold Sandu Tirila         |
| srednja (-75 kg)      | Vjačeslav Lemešev   | Alec Nastac       | Witold Stachurski Pierre Gomez     |
| poluteška (-81 kg)    | Mate Parlov         | Janusz Gortat     | Oleg Korotajev Sjeg Verstappen     |
| teška (+81 kg)        | Viktor Uljanič      | Peter Hussing     | Ion Alexe Atanas Suvandžijev       |

## Vanjske poveznice
- Sports123  Arhivirana inačica izvorne stranice od 22. kolovoza 2005. (Wayback Machine)
- EABA
- EP 1973.